# 惠明桥
29°46′49.3″N 121°22′45.6″E / 29.780361°N 121.379333°E
惠明桥是中国浙江省宁波市一座古桥，位于海曙区洞桥镇洞桥村洞桥头自然村，为浙东地区最高的双拱石拱桥。桥梁架设于惠明江和南塘河交汇处，现有桥梁建于清同治七年。桥南有碑四通，分别为正统五年《重建惠明桥记》、同治七年《重修惠明桥碑记》、《重建惠明桥》、《惠明桥助碑》。2002年公布为鄞州区文物保护单位，2018年12月28日因行政区划调整公布为海曙区文物保护单位。